# Lijst van voetbalinterlands Eritrea - Kenia
Deze lijst van voetbalinterlands is een overzicht van alle officiële voetbalwedstrijden tussen de nationale teams van Eritrea en Kenia. De landen hebben tot op heden negen keer tegen elkaar gespeeld. De eerste wedstrijd vond plaats op 28 juli 1999 in Kigali (Rwanda), tijdens de CECAFA Cup 1999. Het laatste duel, een halve finale tijdens de CECAFA Cup 2019, werd gespeeld in Kampala (Oeganda) op 17 december 2019.

## Wedstrijden
| № | Plaats  | Datum            | Competitie                   | Wedstrijd       | Uitslag |
| - | ------- | ---------------- | ---------------------------- | --------------- | ------- |
| 1 | Kigali  | 28 juli 1999     | CECAFA Cup 1999              | Kenia − Eritrea | 1 − 0   |
| 2 | Kampala | 20 november 2000 | CECAFA Cup 2000              | Kenia − Eritrea | 0 − 0   |
| 3 | Kigali  | 10 december 2001 | CECAFA Cup 2001              | Kenia − Eritrea | 2 − 1   |
| 4 | Kigali  | 17 december 2001 | CECAFA Cup 2001              | Kenia − Eritrea | 1 − 0   |
| 5 | Arusha  | 6 december 2002  | CECAFA Cup 2002              | Eritrea − Kenia | 1 − 4   |
| 6 | Kassala | 2 december 2003  | CECAFA Cup 2003              | Eritrea − Kenia | 2 − 3   |
| 7 | Nairobi | 2 september 2006 | Afrika Cup 2008 kwalificatie | Kenia − Eritrea | 1 − 2   |
| 8 | Asmara  | 16 juni 2007     | Afrika Cup 2008 kwalificatie | Eritrea − Kenia | 1 − 0   |
| 9 | Kampala | 17 december 2019 | CECAFA Cup 2019              | Kenia − Eritrea | 1 − 4   |

## Samenvatting
| Competitie              | Totaal gespeeld | Winst Eritrea | Gelijk | Winst Kenia | Doelsaldo Eritrea – Kenia |
| ----------------------- | --------------- | ------------- | ------ | ----------- | ------------------------- |
| Afrika Cup-kwalificatie | 2               | 2             | 0      | 0           | 3 − 1                     |
| CECAFA Cup              | 7               | 1             | 1      | 5           | 8 − 12                    |
| Totaal                  | 9               | 3             | 1      | 5           | 11 − 13                   |

ENFF · 
Eritrees vrouwenelftal
Interlands
Tegenstander:
Angola ·
Botswana ·
Burundi ·
Djibouti ·
Ghana ·
Jemen ·
Kameroen ·
Kenia ·
Malawi ·
Mali ·
Mozambique ·
Namibië ·
Nigeria ·
Oeganda ·
Rwanda ·
Senegal ·
Seychellen ·
Soedan ·
Somalië ·
Swaziland ·
Tanzania ·
Zimbabwe
KFF · Selecties · Keniaans vrouwenelftal
1926 – 1939 · 
1940 – 1949 · 
1950 – 1959 · 
1960 – 1969 · 
1970 – 1979 · 
1980 – 1989 · 
1990 – 1999 · 
2000 – 2009 · 
2010 – 2019 ·
2020 − 2029
Algerije ·
Angola ·
Australië ·
Bahrein ·
Botswana ·
Burkina Faso ·
Burundi ·
Centraal-Afrikaanse Republiek ·
China ·
Comoren ·
Congo-Brazzaville ·
Congo-Kinshasa ·
Djibouti ·
Egypte ·
Equatoriaal-Guinea ·
Eritrea ·
Ethiopië ·
Gabon ·
Gambia ·
Ghana ·
Guinee ·
Guinee-Bissau ·
India ·
Indonesië ·
Irak ·
Iran ·
Ivoorkust ·
Jemen ·
Jordanië ·
Kaapverdië ·
Kameroen ·
Koeweit ·
Lesotho ·
Liberia ·
Libië ·
Madagaskar ·
Malawi ·
Maleisië ·
Mali ·
Marokko ·
Mauritanië ·
Mauritius ·
Mozambique ·
Namibië ·
Nieuw-Zeeland ·
Nigeria ·
Oeganda ·
Oman ·
Pakistan ·
Qatar ·
Rusland ·
Rwanda ·
Senegal ·
Seychellen ·
Sierra Leone ·
Soedan ·
Somalië ·
Swaziland ·
Taiwan ·
Tanzania ·
Thailand ·
Togo ·
Trinidad en Tobago ·
Tunesië ·
Verenigde Arabische Emiraten ·
Zambia ·
Zimbabwe ·
Zuid-Afrika ·
Zuid-Korea ·
Zuid-Soedan ·
Zwitserland